# 트르델니크
트르델니크(체코어: trdelník tr̩dɛlɲiːk[*]), 혹은 트르들로(trdlo) 아니면 트로스콜(trozkol)은 퀴르퇴슈컬라치의 일종인 스핏 케이크이다. 반죽을 회전구이 통에 두르고 설탕과 호두 믹스를 묻혀 굽는다.

## 유래

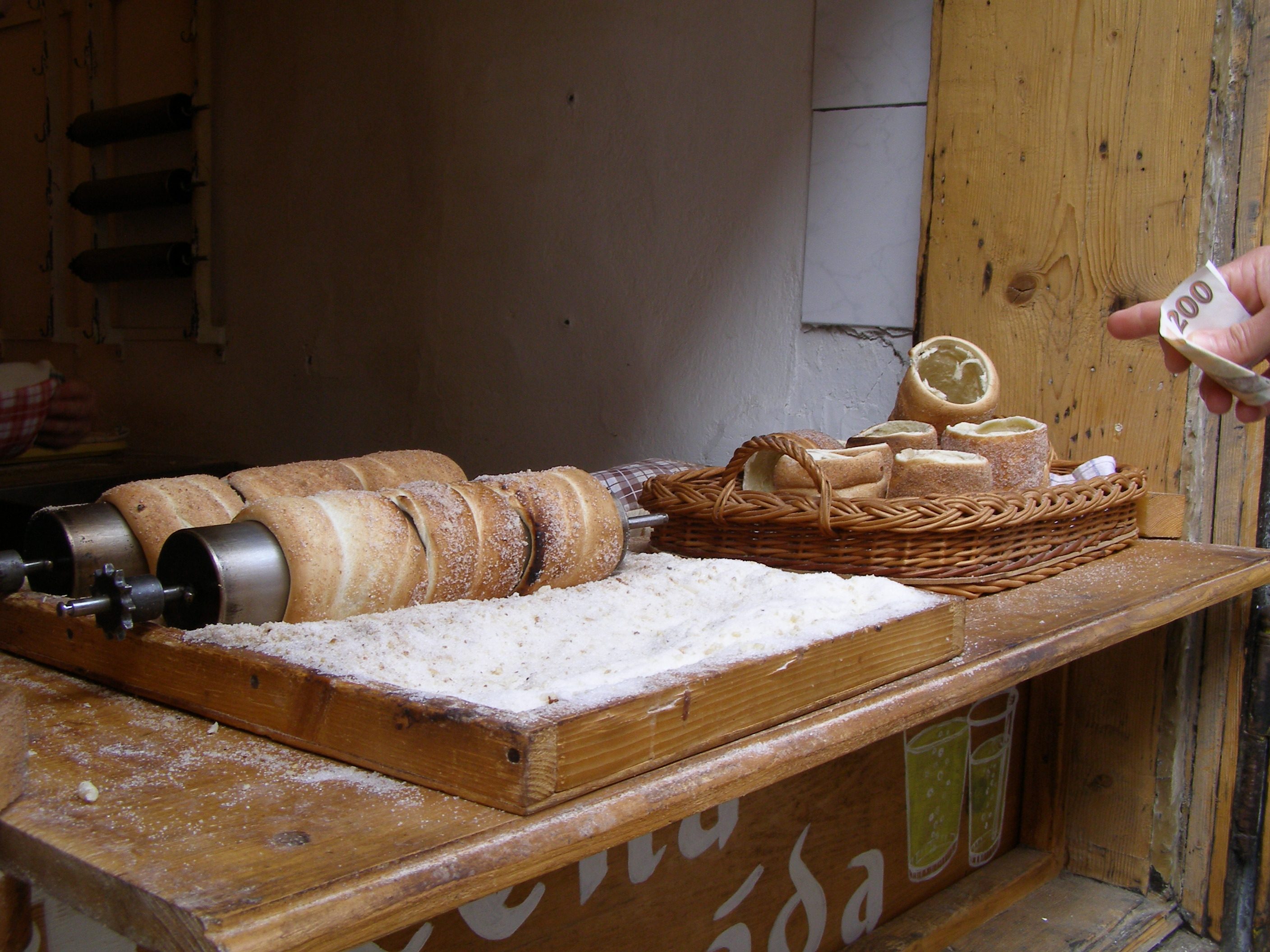
회전구이 통 위에서 구워지는 트르델니크

트르델니크는 옛 헝가리 왕국 북부지방에서 유래했다. 19세기 중반에는 슬로바키아 음식으로 알려졌고, 20세기에는 모라바 음식으로 알려졌다. '트르델니크'라는 명칭은 체코어-슬로바키아어 유래로, 빵을 구울 때 반죽을 두르는 나무 회전구이 통 트르들로(trdlo)에서 유래하였다.
21세기 트르델니크는 체코, 슬로바키아, 헝가리 일대 관광객들이 주로 찾는 유명 간식이 되었다. 특히 프라하의 여러 카페에서는 트르델니크 가운데에 아이스크림을 넣는 방식을 유행시켰다.
슬로바키아의 '스칼리차 트르델니크'(슬로바키아어: Skalický trdelník)는 2007년 유럽 연합의 지리적 표시 및 전통 특산품으로 등록되었다. 2007년 4월 유럽연합 공식 저널에 스칼리차 트르델니크 등록 신청서가 발표되었다.

## 프라하 관광
20세기 문헌부터 트르델니크를 '체코 트르델니크'(체코어: český trdelník 체스키 트르델니크[*])라고 부르는 것을 발견할 수 있지만, 트르델니크에 대한 언급은 대부분 슬로바키아나 모라바 문헌에서 발견된다. 오늘날 프라하의 트르델니크 디저트는 대부분 근래에 판매되기 시작하였다.

## 스칼리차 트르델니크
모라바 호도닌과 가까운 슬로바키아 스칼리차에서는 오랜 세월동안 트르델니크를 만들어왔다. 트르델니크 원조 레시피의 유래는 스칼리차에 정착한 헝가리 왕국의 은퇴한 장군 요제프 그버다니(József Gvadányi)가 고용한 트란실바니아 출신 요리사이다.

## 같이 보기
- 스핏 케이크